# Achelia deodata
Achelia deodata is een zeespin uit de familie Ammotheidae. De soort behoort tot het geslacht Achelia. Achelia deodata werd in 1990 voor het eerst wetenschappelijk beschreven door Muller. 